# Clara Direz
Clara Direz, née le 5 avril 1995 à Sallanches en Haute-Savoie, est une skieuse alpine française licenciée aux Saisies. Skieuse orientée vers les épreuves dites techniques (slalom et slalom géant), elle est championne olympique de la jeunesse de slalom géant en 2012 à Innsbruck.

## Biographie

### Début internationaux

#### 2010-2011
Clara Direz participe à ses premières compétitions FIS en novembre 2010 à Val Thorens (31e en slalom géant et 41e en slalom), elle a alors 15 ans. Le mois suivant elle intègre son premier top 10 dans cette catégorie lors d'un slalom à Serre Chevalier (7e) puis dans la foulée (une semaine après) prend ses premiers départs de Coupe d'Europe à Limone Piemonte les 19 et 20 décembre 2010 pour deux slaloms géants dont elle se classe 51e et 27e. Le 31 janvier 2011, deux mois après son premier départ en FIS, elle signe son premier podium dans la catégorie : 2e d'un super G à Tignes. Elle réitère quelques jours plus tard dans la même station : 3e d'un second super G puis 2e d'un super combiné, soit trois podiums en quatre jours. À la fin de cette première saison international elle participe également à ces premiers championnats nationaux senior (avec comme meilleure performance une 12e place en super G).

#### 2011-2012
Dès le début de sa deuxième saison internationale elle remporte une première victoire FIS le 1er décembre 2011 dans un slalom géant à Tignes. D'autres podiums suivront au cours de la saison — dont une victoire en super-G — mais le rendez-vous le plus important de sa saison a lieu à Innsbruck du 14 au 21 janvier : elle participe au premier Jeux olympiques de la jeunesse d'hiver. Après des 4e et 6e places en super G et super combiné, elle remporte la médaille de bronze lors de l'épreuve par équipe, puis le titre olympique en slalom géant le lendemain.

### La tournée européenne

#### 2012-2013
Clara Direz commence la saison 2012-2013 comme titulaire en coupe d'Europe où elle marque des points dans quatre disciplines dont 209 en slalom géant (pour une 12e place finale au classement de la discipline). C'est également au cours de cette saison qu'elle monte pour la première fois sur un podium européen en finissant 3e du slalom géant de Courchevel le 19 décembre 2012,. Elle établit par la même occasion son record de points en coupe d'Europe : 213 au toal (pour une 44e place au classement général).

#### 2013-2014
Clara Direz commence la saison 2013-2014 avec l'équipe de France A. D'abord à Sölden pour le slalom géant d'ouverture de la saison (45e avant d'aller disputer l'étape finlandaise se coupe d'Europe à Levi. Le 21 novembre 2013 elle y chute lors d'un entraînement en vue du slalom géant, chute qui se solde par une rupture du ligament latéral interne du genou droit. Elle effectue son retour à la compétition dix semaines plus tard. Dix jours plus tard elle participe au championnat du monde juniors de Jasná mais sort dès la première manche du géant.

#### 2014-2015
Elle recommence la saison suivante sur les circuits européens et FIS, sans être sélectionnée une seule fois pour une épreuve de coupe du monde. Aux championnats du monde junior de Hafjell elle signe ses meilleurs résultats (aux mondiaux juniors) en géant (13e contre une 15e place en 2010) et slalom (22e pour sa première participation dans la discipline), mais sans égaler sa 9e place obtenue en super-G en 2012. En fin de saison lors des championnats de France de Serre Chevalier elle termine deux fois au pied du podium, en slalom et slalom géant.

#### 2015-2016
Lors de la saison 2015-2016, Clara Direz renoue avec la coupe du monde : elle prend le départ de l'intégralité (hors finale de Saint-Moritz) des huit géants de la saison régulière, et termine deux fois dans les points : 24e des étapes autrichiennes de Lienz et Flachau,. Ces premiers points en coupe du Monde débouchent sur un premier classement mondial : avec ses 14 points elle termine la saison à la 42e place du classement de slalom géant, et à la 102e place du classement général.

Elle renoue également avec un podium européen en terminant deuxième d'un slalom géant à Borovets. Ce bon résultat contribue à sa 11e place au classement de coupe d'Europe de géant (avec 193 points).

#### 2016-2017
Clara Direz commence la saison 2016-2017 avec le statut de titulaire en équipe de France pour les épreuves de slalom géant. En parallèle elle continue de concourir dans les catégories inférieures. Ainsi le 8 décembre 2016 elle remporte sa première course sur le circuit européen : le slalom géant de Kvitfjell. Néanmoins elle ne marque aucun point lors des sept premiers géants mondiaux de la saison. En parallèle elle continue à participer à la tournée européenne. Et c'est lors d'un slalom de coupe d'Europe à Göstling en Autriche, mi-février, qu'elle se blesse gravement au genou (rupture du ligament croisé antérieur droit et fissure méniscale) mettant ainsi un terme prématuré à sa saison pour laquelle elle ne marque donc aucun point de coupe du Monde.

#### 2017-2018
Neuf mois après sa blessure, Clara Direz fait son retour à la compétition à Killington pour le second slalom géant de la saison, et sera au départ de l'ensemble des (cinq) suivants de la saison, dont le géant de Lienz où elle marque ces seuls points de la saison en finissant 28e. Elle termine sa saison avec une troisième place au slalom géant des championnats de France de Châtel.

### 2018-2019
Elle est sélectionnée pour ses premiers championnats du monde, à Åre, où elle décroche une excellente huitième place au slalom géant. En fin de saison, elle signe ses deux meilleurs résultats en Coupe du monde, étant 21e à Kronplatz et 20e à Maribor.

### 2019-2020
Clara Direz remporte sa première victoire en Coupe du monde en battant l'Autrichienne Elisa Mörzinger en finale du slalom géant parallèle de Sestrières le 19 janvier, après avoir notamment éliminé Mikaela Shiffrin en huitièmes de finale. Sur une période de dix ans (depuis la victoire de Sandrine Aubert dans le slalom de Zagreb le 3 janvier 2010), elle est la première française à s'imposer, toutes disciplines confondues, dans la Coupe du monde de ski alpin en dehors des succès répétés de Tessa Worley en slalom géant sur la même période. En 2020, elle intègre l'équipe de France Douane.

### 2020-2021
Fin septembre 2020, Clara Direz est victime d'une embolie pulmonaire qui l'oblige à être hospitalisée, ce qui remet en cause le début de sa saison, particulièrement le premier géant de la Coupe du monde, organisé le 17 octobre à Sölden.

Par ailleurs, début janvier 2021, elle met un terme à sa saison, en raison de son embolie pulmonaire contractée courant septembre 2020.

## Palmarès

### Championnats du monde
| Épreuve / Édition | Åre 2019 |
| ----------------- | -------- |
| Slalom géant      | 8e       |

### Coupe du monde
- Meilleur classement général : 36e en 2020.
- 1 podium dont 1 victoire.

| Saison / Épreuve | Saison / Épreuve | Général | Général | Descente | Descente | Slalom | Slalom | Slalom géant | Slalom géant | Super G | Super G | Combiné | Combiné | Parallèle | Parallèle |
| ---------------- | ---------------- | ------- | ------- | -------- | -------- | ------ | ------ | ------------ | ------------ | ------- | ------- | ------- | ------- | --------- | --------- |
| Saison / Épreuve | Saison / Épreuve | Class.  | Points  | Class.   | Points   | Class. | Points | Class.       | Points       | Class.  | Points  | Class.  | Points  | Class.    | Points    |
| 2016             | 2016             | 102e    | 14      | -        | -        | -      | -      | 42e          | 14           | -       | -       | -       | -       | -         | -         |
| 2018             | 2018             | 128e    | 3       | -        | -        | -      | -      | 54e          | 3            | -       | -       | -       | -       | -         | -         |
| 2019             | 2019             | 101e    | 21      | -        | -        | -      | -      | 39e          | 21           | -       | -       | -       | -       | -         | -         |
| 2020             | 2020             | 36e     | 183     | -        | -        | -      | -      | 18e          | 83           | -       | -       | -       | -       | 2e        | 100       |

| Saison / Épreuve | Géant parallèle | Total |
| ---------------- | --------------- | ----- |
| 2019-2020        | Sestrières      | 1     |
| Total            | 1               | 1     |

(État au 08 janvier 2021)

### Jeux olympiques de la jeunesse d'hiver
| Édition/Epreuve | Super G | Slalom géant | Slalom | Super-combiné | Équipe |
| Innsbruck 2012  | 4e      | Or           | 6e     | Ab.           | Bronze |

### Championnats du monde junior
| Édition/Epreuve | Descente | Super G | Slalom géant | Slalom |
| Roccaraso 2012  | -        | 9e      | 15e          | -      |
| Québec 2013     | 31e      | 19e     | Ab.          | -      |
| Jasná 2014      | -        | -       | Ab.          | -      |
| Hafjell 2015    | -        | -       | 13e          | 22e    |
| Sotchi 2016     | -        | -       | Ab.          | -      |

### Coupe d'Europe
- 1 victoire.

En date de mars 2019

### Championnats de France

#### Elite
- Championne de France de slalom géant en 2024
- Championne de France de slalom parallèle en 2022
- Vice-Championne de France de slalom en 2016 - 3e en 2015.
- Vice-championne de slalom géant en 2019.
- 3e du slalom géant en 2013 et 2018.

#### Jeunes
9 titres de Championne de France